# Arizona-Buschratte
Die Arizona-Buschratte (Neotoma devia) ist ein Nagetier in der Gattung der Amerikanischen Buschratten.

## Merkmale
Die Art erreicht eine Gesamtlänge von 150 bis 230 mm, inklusive eines 75 bis 140 mm langen Schwanzes, sowie ein Gewicht von 100 bis 199 g. Die Länge der Hinterfüße beträgt 28 bis 41 mm und die Ohren sind 23 bis 25 mm lang. Das Fell der Oberseite kann eine graue bis rotbraune Farbe aufweisen, während die Unterseite und die Füße weiß sind. Auf Ohren und Schwanz kommen Haare vor. Die Art kann leicht mit der Wüsten-Buschratte (Neotoma lepida) verwechselt werden.

## Verbreitung
Die Arizona-Buschratte ist vorwiegend im Westen Arizonas sowie in angrenzenden Bereichen des mexikanischen Bundesstaates Sonora verbreitet. Dokumentierte Funde stammen aus dem Süden Nevadas und dem Südosten Kaliforniens sowie vereinzelt aus Colorado und Utah. Die Art hält sich im Flachland und in Gebirgen bis 2.200 Meter Höhe auf. Die Arizona-Buschratte lebt hauptsächlich im Umfeld des Colorado Rivers in trockenen Gebieten mit vereinzelten Büschen.

## Lebensweise
Zum Schutz vor extremen Temperaturen und vor Fressfeinden werden unterirdische Baue im Schutz von Felsen, Kakteen (z. B. der Gattung Cylindropuntia) gegraben. Die Exemplare sind nacht- sowie vermutlich dämmerungsaktiv und halten keinen Winterschlaf. Sie leben, wenn Weibchen nicht paarungsbereit sind, einzeln und verhalten sich aggressiv zu anderen Individuen. Bei Weibchen kommen pro Jahr bis zu fünf Würfe mit jeweils bis zu fünf Nachkommen vor. Die Geburt erfolgt nach einer 30- bis 36-tägigen Trächtigkeit.
Zur Nahrung der Arizona-Buschratte zählen Pflanzenteile von Kakteen, Früchte, Beeren, Pinienkerne, andere Samen und Blätter. Weiterhin werden wasserreiche Sukkulenten gefressen.

## Bedrohung
Für den Bestand liegen keine Bedrohungen vor. Im gleichen Gebiet lebt die Weißkehl-Buschratte (Neotoma albigula), mit der die Arizona-Buschratte vermutlich um Nistplätze konkurriert. Die Art wird von der IUCN als nicht gefährdet (Least Concern) gelistet.